# El caso Mao
El caso Mao es una novela negra estadounidense del autor chino-estadounidense Qiu Xiaolong publicada en 2008. 
Las travesuras sexuales del presidente Mao Zedong son el centro de la investigación del inspector Chen Cao.

## Trama
En la sexta novela de Qiu Xiaolong, el inspector Chen Cao investiga el Partido Comunista de China y la vida privada de Mao Zedong.
Tras el éxito del libro de Li Zhisui, médico personal de Mao, los líderes del partido comunista temen de un nuevo escándalo cuando la nieta de Shang Yunguan, antigua amante de Mao, herede un documento. Chen Cao tiene que investigar con discreción.
Shang Yunguan «se suicida» arrojándose desde el quinto piso de su apartamento al comienzo de la Revolución Cultural. Luego, su hija Quian muere en un accidente. Jiao, la nieta de Shang, se queda sola. Además, Jiang Qing, la cuarta esposa de Mao, aprovechó la Revolución Cultural para eliminar a sus rivales. Es cuando Jiao de repente se vuelve rica, preocupando al régimen comunista. ¿Tiene un documento importante o está preparando un nuevo libro revelatorio sobre Mao?
El objetivo del inspector Chen Cao no es descubrir la verdad sino mostrar «la verdad oficial, la que puede satisfacer a las autoridades sin comprometer su propia carrera». Sin embargo, se asegura de ser honesto en esta sociedad corrupta, donde el lujo de los nuevos ricos se exhibe sin restricciones, y los intereses de los círculos políticos son cercanos a los de las tríadas mafiosas. Chen investigará discretamente este caso en el que «el verdadero y el falso Mao se cruzan y engañan a su mundo». Durante la investigación, el inspector Chen se encuentra con testigos de la Revolución Cultural, que hablan de las «humillaciones, las sesiones de autocrítica, los nobles despojados de todos sus bienes, los secretos que había que callar: un profesor asesinado por sugerir –con verdad– que Mao había sido bígamo durante un tiempo».

## Adaptación
El caso Mao fue adaptado en cómic, con un guion de Olivier Richerd y dibujos de Hza Bazant. Fue publicado por Pika Graphic. Para el periodista Bernard Monasterolo, del diario Le Monde, «la increíble fuerza de esta historia inspirada en hechos reales la convierte en un documento gráfico impresionante».